# Fenera
Koordinati:   44°46′30″N, 13°56′44″E
Fenera je majhen nenaseljen otoček ob istrski obali jugovzhodno od Pule.
Fenera leži okoli 2 km vzhodno od rta Kamenjak. Njegova površina meri 0,17 km². Dolžina obalnega psau je 1,7 km. Najvišja točka otočka je visoka 8 mnm.